# Karasjok
Karasjok (nordsamisk: Kárášjohka; finsk: Kaarasjoki) er et norsk tettsted (som stort set svarer til begrebet "byområde") og kommunesæde i Karasjok kommune.
Stedet har 1.825 indbyggere (pr. 2015).
Lige nord for byområdet ligger en seismologisk station.

## Historie
Under 2. verdenskrig blev der bygget en nazistisk koncentrationslejr i Karasjok: Lager IV Karasjok (tysk for "Karasjok lejr nummer 4", norsk: Karasjok fangeleir). Lejren blev drevet af SS, og den var blandt de første fire nazistiske koncentrationslejre i Nordnorge.
I juli 1943 blev 374 politiske fanger og krigsfanger (for det meste jugoslaviske) indsat i koncentrationslejren. De fik som opgave at udvide vejen til Karigasniemi, Finland. Disse fanger byggede "blodveien" til Finland, hvorefter de blev henrettet. Efter fire eller fem måneder havde blot 111 af disse fanger overlevet. Ved afslutningen af fangernes ophold i Karasjok, kort før transporten fra Karasjok, blev 45 fanger massakreret med skydevåben.

### Efter 2. verdenskrig
Sametinget blev åbnet af H. M. kong Olav V 9. oktober 1989.

## Infrastruktur
Fra Karasjok går E6 nord over til Lakselv og øst over til rigsgrænsen til Finland. Fra Kautokeino i sydvest kommer riksvei 92 og går fra tingstedet (Karasjok tettsted) videre langs den sydlige bred af floden Kárášjohka.

## Produktion, kultur og religion
I Karasjok forefindes både jernvare- og trævareindustri. Tingstedet er hjemsted for en række centrale samiske institutioner, der i blandt Sametinget, NRK Sápmi, museet De Samiske Samlinger og Samisk spesialbibliotek. Karasjok har produktion af jernvarer og trævareindustri. Det er to kirker på tettstedet: Karasjok kirke og Karasjok gamle kirke, som er den ældste trækirke i Finnmark.
Den samisksprogede avis Ávvir kommer ud fem gange om ugen.